# 미스트워커
미스트워커(Mistwalker)는 미국-일본의 인디 비디오 게임 개발 스튜디오이다. 스퀘어에서 파이널 판타지 시리즈를 개발한 것으로 유명한 사카구치 히로노부가 2004년 7월 설립하였다. 이 회사는 블루드래곤, 테라배틀 등의 게임 시리즈, 그리고 로스트 오디세이나 라스트 스토리와 같은 독립 타이틀을 개발했다.

## 게임
- 블루드래곤
- 로스트 오디세이
- 더 라스트 스토리